# Массауа
Масса́уа, или Масса́ва (тигринья ምጽዋዕ məṣṣəwaʿ, араб. مصوع‎ maṣṣawa, англ. Massawa, итал. Massaua) — город и административный центр провинции Сэмиэн-Кэй-Бахри в Эритрее, порт на Красном море. В разное время был колонизирован Португалией,  Османской империей, Египтом, Италией и Великобританией.
Массауа была столицей итальянской колонии Эритрея, пока она не была перемещена в Асмэру в 1897 году. Массауа является одним из самых жарких мест на земле, с среднегодовой средней температурой 30°C.

## История
Первоначально Массауа была небольшой приморской деревней, которая в древности лежала на землях, соседствующих с Аксумским царством, и находилась в тени от близлежащего порта Адулис, расположенного примерно в 50 километрах к югу.
В 1513 году Массауа захватили португальцы. В 1557 году Массауа попал под власть Османской империи (в 1554 году был создан эялет Хабеш), а в 1868 году османский султан передал управление им Египетскому хедивату.
В 1869 году Массауа посещал выдающийся русский путешественник Н. Н. Миклухо-Маклай.
В 1885 году Массауа захватили итальянцы. Эритрея находилась под итальянским правлением до поражения итальянцев (в Эфиопии, Сомали и Эритрее) от сил Великобритании во время Второй мировой войны, весной 1941 года. После этого она управлялась британской военной администрацией до 1952 года, когда вошла в Федерацию Эфиопии и Эритреи.
14 августа 1921 года вблизи Массауа произошло землетрясение силой 5,9 балла.
В 1962 году император Эфиопии Хайле Селассие упразднил федеративное устройство страны, чем значительно усилил сепаратистские тенденции в регионе. Годом ранее группа эритрейских националистов во главе с Хамидом Авате начала Войну за независимость Эритреи.
В 1977 году за город была битва между повстанцами из НФОЭ и войсками Эфиопии. Победу одержали войска Эфиопии.
10 февраля 1990 года повстанцы одержали решающую победу над войсками Эфиопии в битве за город.

## Географическое положение и климат
Центр города располагается на высоте 6 м над уровнем моря.
Климат Массауа является тропическим пустынным с чертами субэкваториального, с очень высокой среднегодовой температурой, а также очень высокой влажностью. Имеется слабый влажный сезон с октября по февраль, когда температуры немного снижаются, и горячий сухой сезон с марта по сентябрь, когда осадков практически не бывает.
| Показатель                    | Янв. | Фев. | Март | Апр. | Май  | Июнь | Июль | Авг. | Сен. | Окт. | Нояб. | Дек. | Год   |
| ----------------------------- | ---- | ---- | ---- | ---- | ---- | ---- | ---- | ---- | ---- | ---- | ----- | ---- | ----- |
| Средний суточный максимум, °C | 29,1 | 29,4 | 31,8 | 33,9 | 36,8 | 40,2 | 40,8 | 40,3 | 38,7 | 35,6 | 33,1  | 30,5 | 35,0  |
| Средняя температура, °C       | 24,1 | 24,3 | 25,9 | 27,9 | 30,0 | 33,0 | 34,3 | 33,9 | 32,1 | 29,5 | 27,1  | 25,2 | 28,9  |
| Средний суточный минимум, °C  | 19,1 | 19,1 | 20,1 | 21,8 | 23,5 | 25,7 | 27,7 | 27,5 | 25,5 | 23,3 | 21,0  | 19,7 | 22,8  |
| Норма осадков, мм             | 34,7 | 22,2 | 10,2 | 3,9  | 7,6  | 0,4  | 7,8  | 7,8  | 2,7  | 22,4 | 24,1  | 39,5 | 183,3 |
| Источник:                     |      |      |      |      |      |      |      |      |      |      |       |      |       |

## Население
Население города по годам:
| 1984   | 1986   | 1989   | 2012   |
| ------ | ------ | ------ | ------ |
| 15 441 | 16 576 | 19 404 | 53 090 |

## Промышленность
Цементная, рыбная промышленность, солеварни. В городе также расположены: военно-морская база, доки арабских лодок доу, международный аэропорт и линия железнодорожного сообщения с Асмэрой. Паромное сообщение с островами Дахлак и Зелёным островом.

## Достопримечательности

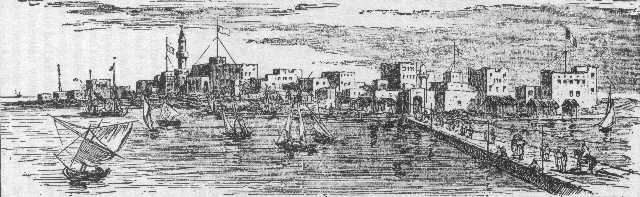
Массауа в XIX веке

Массауа образована двумя островами и частью континента. Части города соединены двумя насыпными дорогами. Кроме соляных озёр, в континентальной части Массауа нет достопримечательностей, хотя там проживает бо́льшая часть населения. На первом острове под названием Таулуд стоит военный памятник, собор Святой Марии, старая железнодорожная станция, отель «Дахлак» (Dahlak) и Имперский дворец. Перейдя через вторую насыпь, можно попасть в мавританский портовый район города. Эта часть города под названием Батсе ещё сохраняет свой шарм, особенно в вечернее время — оживают маленькие проулки между турецкими, египетскими и итальянскими строениями.

## Галерея

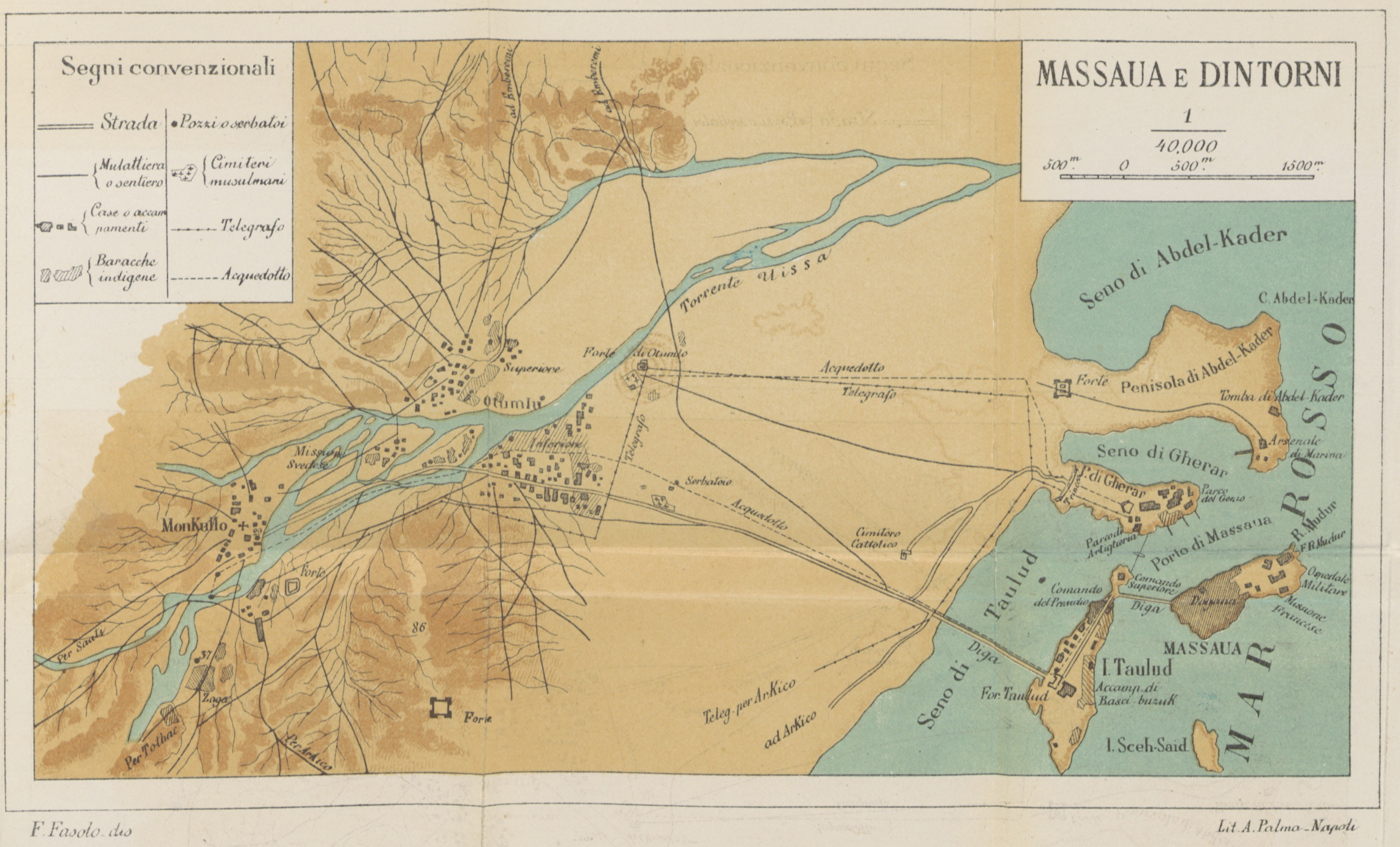
Историческая карта Массауы
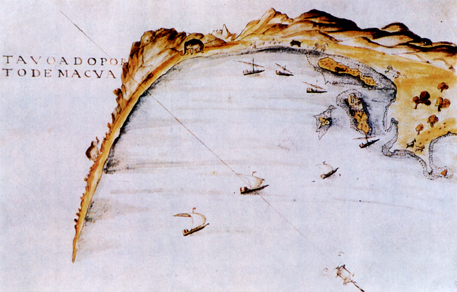
Рисунок Д. Жуана Кастро, порт Массауа в 1541 г. «Маршрут Пурпурного моря»
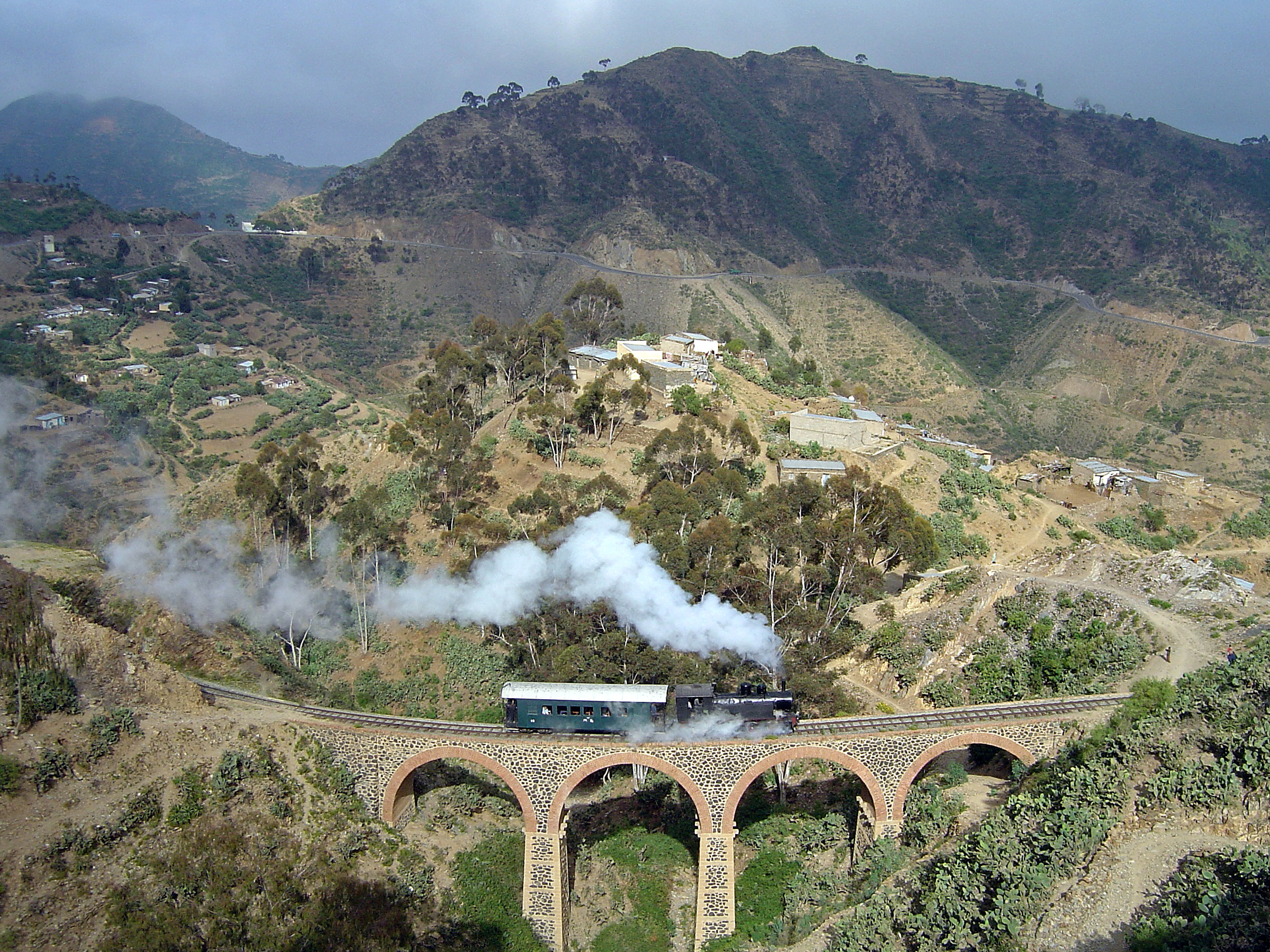
Поезд между Асмэрой и Массауой
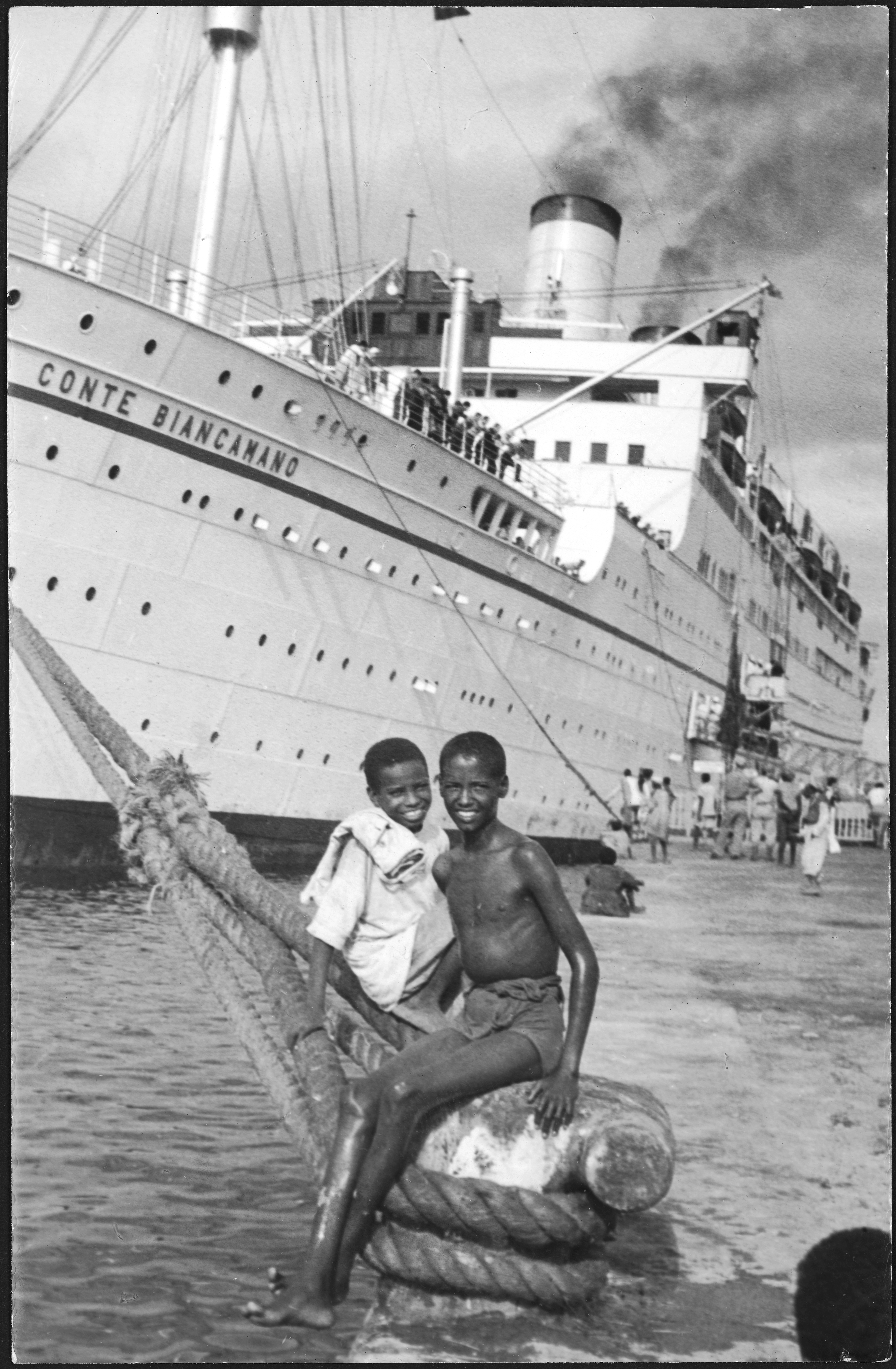
Два эритрейских мальчика перед итальянским судном в первой половине XX века
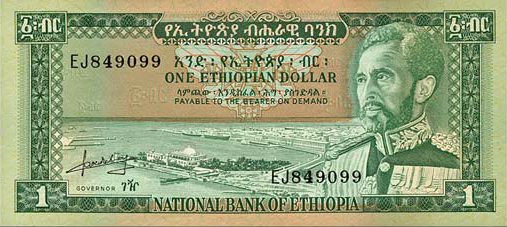
Вид на порт Массауа на купюре эфиопского доллара во время правления Хайле Селассие
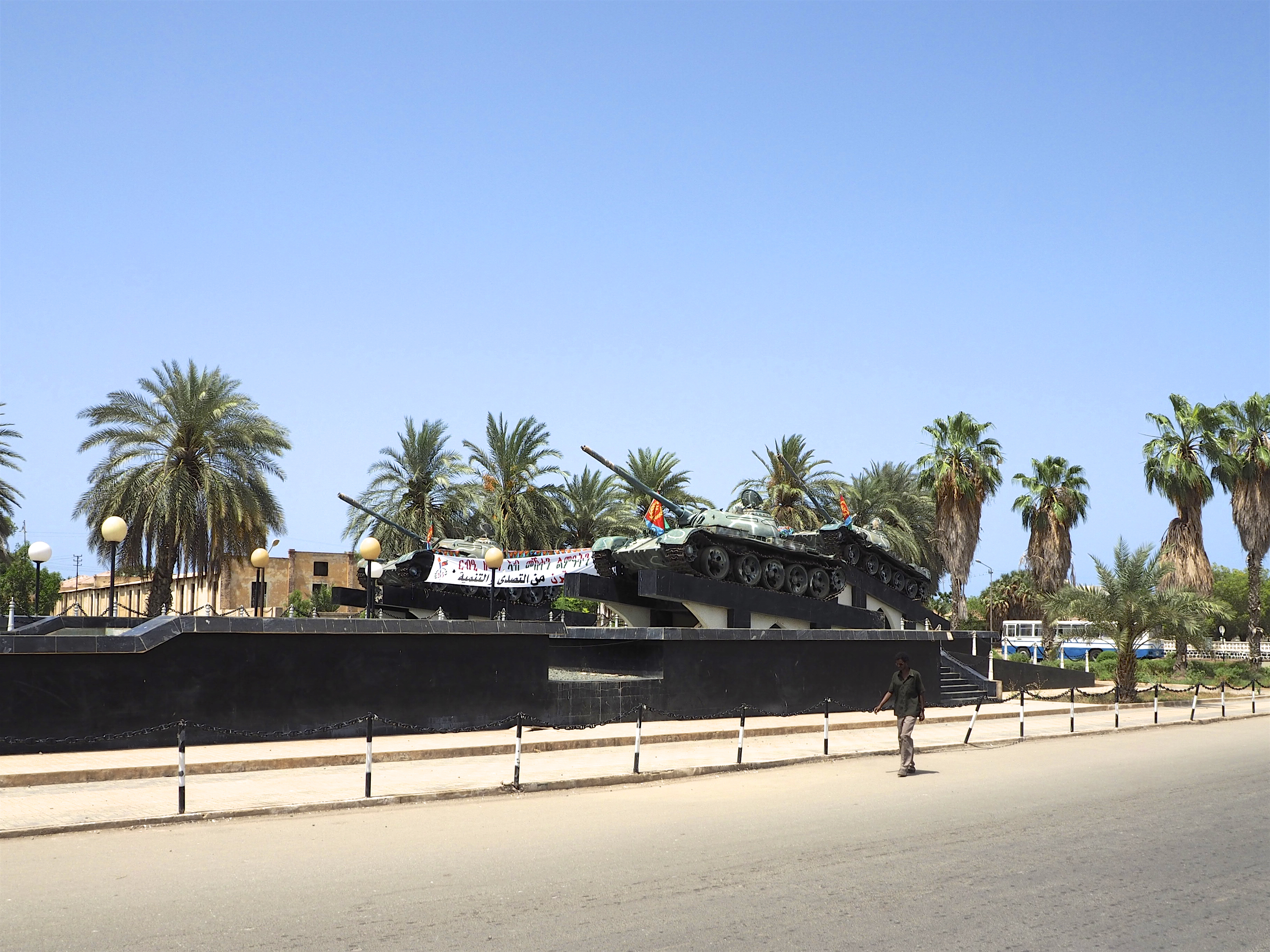
Площадь памяти войны в Массауе
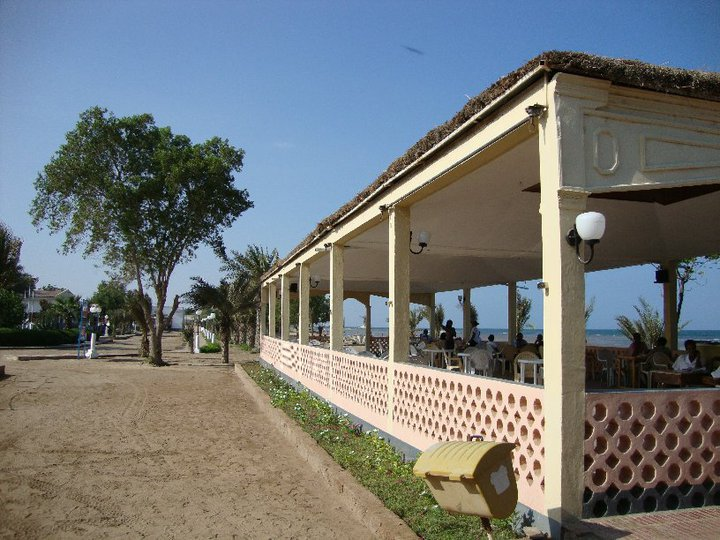
Пляж в Массауе
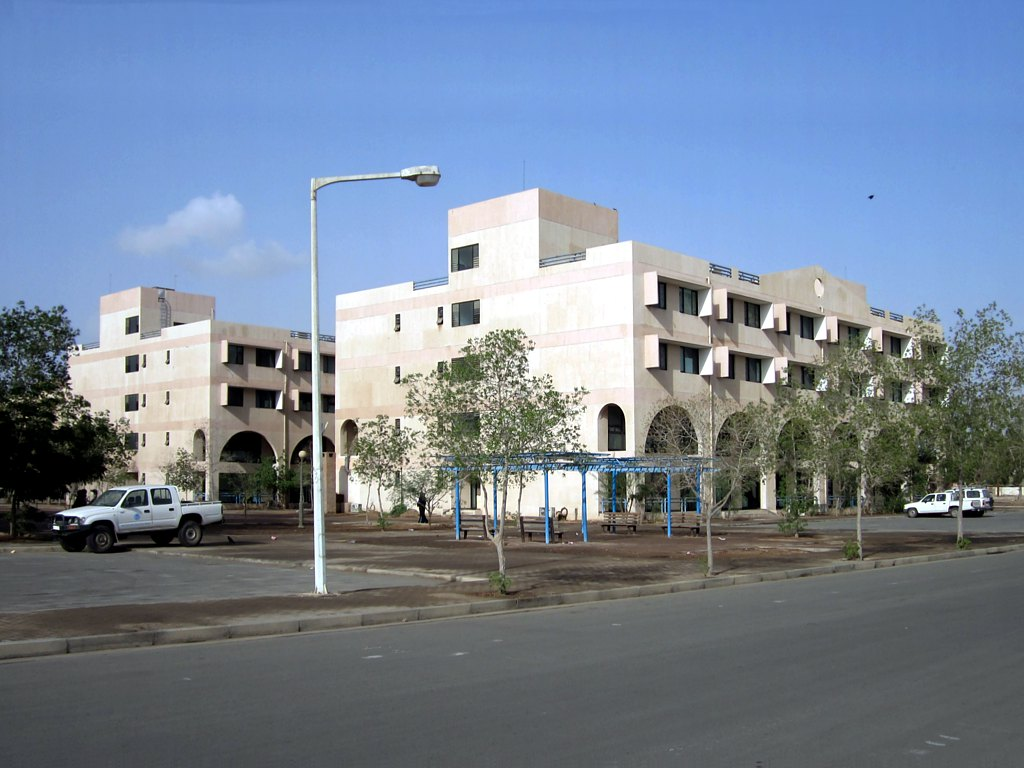
Жилой комплекс в Массауе
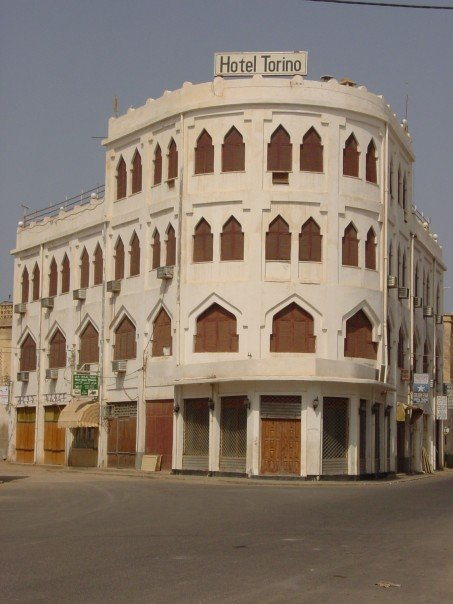
Отель Торино (построенный в 1938 году), образец венецианской архитектуры в старой части города